# DoomRL
DoomRL (of Doom, the Roguelike) is een computerspel met versies voor Windows en Linux, geïnspireerd door de first-person shooters Doom en Doom II. Het is gemaakt door Kornel Kisielewicz met Free Pascal en SDL. Discussieparticipanten van de 1UP Retronauts podcast gaf aan dat DoomRL "Mogelijk de beste Doom spin-off ooit" is.

## Gameplay
DoomRL is een beurtelings spel vanuit een bovenaanzicht dat volledig gevormd is uit ASCII karakters. Doordat het is gebaseerd op Doom, wordt het spel veel vlotter gespeeld en is meer gebaseerd op gevechten dan normaal voor een roguelike. Het spel is sterk gericht op afstandsgevechten in plaats van handgevechten. Een gelimiteerde inventaris, onstapelbare voorwerpen, en andere ontwerpkeuzes staan in tegenstelling tot de meestal erg grote gecompliceerdheid met andere spellen in het genre.
DoomRL bevat de volledige Doom geluidsset en muziekbibliotheek, met optionele ondersteuning voor mp3's van hoge kwaliteit.